# Viktorija Tomova
Viktorija Konstantinova Tomova (in bulgaro Виктория Константинова Томова?; Sofia, 25 febbraio 1995) è una tennista bulgara.

## Carriera
Vincitrice di 18 titoli nel singolare e 12 titoli in doppio nel circuito ITF, il 29 luglio 2024 ha raggiunto la sua migliore posizione nel singolare WTA piazzandosi 46º. Il 11 agosto 2014 ha raggiunto il miglior piazzamento mondiale nel doppio alla posizione n° 254.
Viktorija Tomova ha anche giocato nella squadra bulgara di Fed Cup, con un bilancio che finora conta 3 vittorie e altrettante sconfitte.

## Circuito WTA 125

### Singolare

#### Vittorie (1)
| N. | Data           | Torneo                      | Superficie | Avversaria in finale | Punteggio |
| 1. | 26 agosto 2023 | Chicago Challenger, Chicago | Cemento    | Claire Liu           | 6-1, 6-4  |

#### Sconfitte (2)
| N. | Data              | Torneo                                   | Superficie  | Avversaria in finale | Punteggio           |
| 1. | 24 settembre 2022 | Budapest Open, Budapest                  | Terra rossa | Tamara Korpatsch     | 6(3)-7, 7-6(4), 0-6 |
| 2. | 16 giugno 2024    | Open Internacional de Valencia, Valencia | Terra rossa | Ann Li               | 3-6, 4-6            |

## Statistiche ITF

### Singolare

#### Vittorie (18)
| Torneo $100.000 (1) |
| Torneo $80.000 (2)  |
| Torneo $75.000 (0)  |
| Torneo $60.000 (0)  |
| Torneo $50.000 (1)  |
| Torneo $40.000 (0)  |
| Torneo $25.000 (3)  |
| Torneo $15.000 (1)  |
| Torneo $10.000 (10) |

| N.  | Data              | Torneo                                     | Superficie  | Avversaria in finale | Score            |
| 1.  | 12 novembre 2011  | ITF Women's Circuit Monastir, Monastir     | Cemento     | Klaudia Boczová      | 3-1, rit.        |
| 2.  | 30 settembre 2012 | Varna Cup, Varna                           | Terra rossa | Anastasyja Vasyl'eva | 6-1, 6-4         |
| 3.  | 7 luglio 2013     | ITF Women's Circuit Prokuplje, Prokuplje   | Terra rossa | Xenia Knoll          | 7-6(2), 6-2      |
| 4.  | 13 aprile 2014    | Bluesun Bol Ladies Open, Bol               | Terra rossa | Iva Mekovec          | 6-1, 6-2         |
| 5.  | 8 giugno 2014     | Sarajevo Ladies Open, Sarajevo             | Terra rossa | Eleanor Dean         | 6-4, 6-3         |
| 6.  | 23 novembre 2014  | ITF Women's Circuit Sousse, Sousse         | Cemento     | Nicole Melichar      | 6-3, 6-2         |
| 7.  | 8 novembre 2015   | Heraklion Hellenic Zeus Circuit, Heraklion | Cemento     | Margot Yerolymos     | 6-3, 6-2         |
| 8.  | 15 novembre 2015  | Heraklion Hellenic Zeus Circuit, Heraklion | Cemento     | Nina Alibalić        | 3-6, 6-3, 6-3    |
| 9.  | 6 marzo 2016      | Tennis Organisation, Adalia                | Terra rossa | Susanne Celik        | 4-6, 6-2, 7-5    |
| 10. | 3 aprile 2016     | Tennis Organisation, Adalia                | Cemento     | Caroline Romeo       | 6-0, 6-4         |
| 11. | 10 aprile 2016    | Tennis Organisation, Adalia                | Cemento     | Viktória Kužmová     | 7-6(5), 6-2      |
| 12. | 18 giugno 2016    | Naturtex Women's Open, Seghedino           | Terra rossa | Maria Sakkarī        | 4-6, 6-0, 6-4    |
| 13. | 9 aprile 2017     | Republican Girls, Istanbul                 | Cemento (i) | Viktória Kužmová     | 6-4, 4-6, 6-2    |
| 14. | 10 settembre 2017 | Allianz Cup, Sofia                         | Terra rossa | Jessica Pieri        | 7-6(7), 4-6, 6-3 |
| 15. | 21 luglio 2019    | Open GDF SUEZ de Biarritz, Biarritz        | Terra rossa | Danka Kovinić        | 6-2, 5-7, 7-5    |
| 16. | 1º marzo 2020     | AEGON Pro Series Sunderland, Sunderland    | Cemento (i) | Emma Raducanu        | 4–6, 6-4, 6-3    |
| 17. | 16 aprile 2023    | Zaragoza Open, Saragozza                   | Terra rossa | Tereza Martincová    | 4-6, 6-2, 6-3    |
| 18. | 26 novembre 2023  | Open Ciudad de Valencia, Valencia          | Terra rossa | Jaqueline Cristian   | 7-5, 6-3         |

#### Sconfitte (8)
| Torneo $100.000 (1) |
| Torneo $80.000 (1)  |
| Torneo $75.000 (0)  |
| Torneo $60.000 (0)  |
| Torneo $50.000 (0)  |
| Torneo $40.000 (0)  |
| Torneo $25.000 (2)  |
| Torneo $15.000 (0)  |
| Torneo $10.000 (4)  |

| N. | Data              | Torneo                            | Superficie  | Avversaria in finale   | Score            |
| 1. | 12 settembre 2010 | Sarajevo Ladies Open, Sarajevo    | Terra rossa | Ani Mijačika           | 1–6, 2–6         |
| 2. | 20 ottobre 2013   | Burgas Open, Burgas               | Terra rossa | Dia Evtimova           | 1–6, 2–6         |
| 3. | 12 maggio 2014    | Bluesun Bol Ladies Open, Bol      | Terra rossa | Lara Michel            | 4–6, 3–6         |
| 4. | 17 gennaio 2016   | GD Tennis Cup, Adalia             | Terra rossa | Ekaterine Gorgodze     | 4–6, 0–6         |
| 5. | 9 luglio 2016     | Hungarian Ladies Open, Budapest   | Terra rossa | Elica Kostova          | 0–6, 6(3)–7      |
| 6. | 11 settembre 2016 | Allianz Cup, Sofia                | Terra rossa | Viktorija Kamenskaja   | 4–6, 7–6(5), 0–6 |
| 7. | 23 febbraio 2020  | AEGON Pro Series Glasgow, Glasgow | Cemento (i) | Clara Tauson           | 4–6, 0–6         |
| 8. | 10 aprile 2022    | Oeiras Ladies Open, Oeiras        | Terra rossa | Elisabetta Cocciaretto | 6(5)-7, 6-2, 5-7 |

### Doppio

#### Vittorie (12)
| Torneo $100.000 (0) |
| Torneo $80.000 (0)  |
| Torneo $75.000 (0)  |
| Torneo $60.000 (0)  |
| Torneo $50.000 (0)  |
| Torneo $40.000 (0)  |
| Torneo $25.000 (1)  |
| Torneo $15.000 (1)  |
| Torneo $10.000 (10) |

| N.  | Data              | Torneo                                     | Superficie  | Compagna           | Avversarie in finale                   | Score            |
| 1.  | 21 novembre 2011  | ITF Women's Circuit Monastir, Monastir     | Cemento     | Anita Husarić      | Anastasija Charčenko Nicole Melichar   | 6-3, 5-7, [10-5] |
| 2.  | 22 giugno 2013    | Nis Open, Niš                              | Terra rossa | Viktorija Rajicic  | Tjaša Šrimpf Nerma Caluk               | 6-1, 6-2         |
| 3.  | 30 giugno 2013    | ITF Women's Circuit Prokuplje, Prokuplje   | Terra rossa | Viktorija Rajicic  | Ema Mikulčić Dejana Raickovic          | 6-2, 7-5         |
| 4.  | 13 settembre 2013 | Allianz Cup, Sofia                         | Terra rossa | Dia Evtimova       | Beatriz García Vidagany Réka Luca Jani | 6-4, 2-6, [10-6] |
| 5.  | 19 ottobre 2013   | Burgas Cup, Burgas                         | Terra rossa | Dia Evtimova       | Federica Arcidiacono Džulija Terzijska | 6-4, 6-3         |
| 6.  | 4 aprile 2014     | Solaris Sibenik Open, Sebenico             | Terra rossa | Ágnes Bukta        | Eva Rutarová Karolína Stuchlá          | 7-6(12), 6-1     |
| 7.  | 12 aprile 2014    | Bluesun Bol Ladies Open, Bol               | Terra rossa | Ágnes Bukta        | Karolína Stuchlá Carla Touly           | 6-2, 6-1         |
| 8.  | 16 maggio 2014    | Bluesun Bol Ladies Open, Bol               | Terra rossa | Ema Mikulčić       | Justine De Sutter Monique Zuur         | 6-3, 6-1         |
| 9.  | 7 giugno 2014     | Sarajevo Ladies Open, Sarajevo             | Terra rossa | Barbora Krejčíková | Carolin Daniels Melis Sezer            | 7-6(3), 6-2      |
| 10. | 14 giugno 2014    | Amstelveen Future Tournament, Amstelveen   | Cemento     | Bernarda Pera      | Tatiana Búa Beatriz Haddad Maia        | 6-0, 2-1, rit.   |
| 11. | 14 novembre 2015  | Heraklion Hellenic Zeus Circuit, Heraklion | Cemento     | Karin Kennel       | Helen De Cesare Vlada Ekshibarova      | 6-2, 6-4         |
| 12. | 4 aprile 2016     | GD Tennis Cup, Adalia                      | Cemento     | Harriet Dart       | Ani Amiraghyan Daiana Negreanu         | w/o              |

#### Sconfitte (8)
| Torneo $100.000 (0) |
| Torneo $80.000 (0)  |
| Torneo $75.000 (0)  |
| Torneo $60.000 (0)  |
| Torneo $50.000 (0)  |
| Torneo $40.000 (0)  |
| Torneo $25.000 (2)  |
| Torneo $15.000 (1)  |
| Torneo $10.000 (5)  |

| N. | Data              | Torneo                                     | Superficie  | Compagna             | Avversarie in finale                       | Score            |
| 1. | 29 settembre 2012 | Varna Cup, Varna                           | Terra rossa | Borislava Botušarova | Michaela Boev Anastasyja Vasyl'eva         | 1–6, 5–7         |
| 2. | 6 luglio 2013     | ITF Women's Circuit Prokuplje, Prokuplje   | Terra rossa | Viktorija Rajicic    | Dalia Zafirova Lina Ǵorčeska               | 3–6, 0–6         |
| 3. | 25 gennaio 2014   | AEGON Pro Series Sunderland, Sunderland    | Cemento (i) | Ágnes Bukta          | Jocelyn Rae Anna Smith                     | 1–6, 1–6         |
| 4. | 16 febbraio 2014  | SEB Tallink Open, Tallinn                  | Cemento (i) | Ágnes Bukta          | Sofia Šapatava Maša Zec Peškirič           | 4–6, 6(4)–7      |
| 5. | 7 novembre 2015   | Heraklion Hellenic Zeus Circuit, Heraklion | Cemento     | Karin Kennel         | Eleni Christofi Vlada Ekshibarova          | 6–4, 3–6, [1–10] |
| 6. | 22 febbraio 2016  | GD Tennis Cup, Adalia                      | Terra rossa | Adrijana Lekaj       | Dasha Ivanova Elena-Gabriela Ruse          | 6(1)-7, 1-6      |
| 7. | 2 aprile 2016     | GD Tennis Cup, Adalia                      | Cemento     | Anastasyja Vasyl'eva | Ayla Aksu Melis Sezer                      | 3–6, 3–6         |
| 8. | 9 settembre 2016  | Allianz Cup, Sofia                         | Terra rossa | Lina Ǵorčeska        | Valentini Grammatikopoulou Quirine Lemoine | 4–6, 6–4, [6–10] |